# João de Meneses, o Craveiro
João de Meneses, o craveiro  capitão de Tânger.
De D. João de Meneses, O Craveiro pouco se sabe. Apenas pode-se conjeturar pelo seu alcunha, que seria o filho segundo de Dona Cecilia de Meneses, e de D. Diogo de Meneses, Craveiro da Ordem de Cristo (isso é claveiro), poeta de que muitas poesias encontramos no cancioneiro de Garcia de Resende. D. Diogo era por seu lado filho de D. Fernando o Narizes, este pai também de Duarte de Meneses, o d'Évora, capitão de Tânger, e por conseguinte pertencente à família cujos numerosos membros governaram essa mesma praça. Nesse caso o nosso D. João, seria também comendador de Valada, e como nos indica o Portugal Cuidadoso, 
«ficou cativo na batalha (de Alcácer Quibir), e no cativeiro morreo, sendo já muito velho. D. Diogo de Menezes, seu filho, e de sua mulher Dona Joanna da Sylva, filha de Antonio de Saldanha, foy com elle, e ficou cativo.»

## Capitão de Tânger
Com a partida de Lourenço Pires de Távora, Capitão de Tânger, para Portugal, foi de novo eleito como governador Diogo Lopes da Franca, a quem sucedeu D. João de Meneses. Nessa época também foi para a cidade, «por ordem del-rei Dom Sebastião, Dom António, Prior do Crato.»
Da sua capitania D. Fernando diz-nos que foi vítima duma cilada dos mouros, onde estes mataram e cativaram muitos portugueses. Por isso D. João tinha decidido queimar o mouro que tinham recebido e que os tinha enganado. Mas os mouros preveniram-no que «se fizessem dano ao mouro cativo haviam de queimar, à vista da cidade, todos os cristãos que tinham prisioneiros.». «Compadecido das lágrimas das mulheres e dos filhos dos cativos, suspendeu o castigo».
Governou seis anos, até primeiro de Agosto de 1572, em que lhe sucedeu por eleição, Diogo Lopes da Franca como em outras ocasiãos. Pouco mais tarde, o rei entregou o governo a Rui de Sousa de Carvalho, irmão de Bernardim, que também tinha sido Governador.